# Carlos Tavares
Pour les articles homonymes, voir Tavares.
Carlos Antunes Tavares, né le 14 août 1958 à Lisbonne (Portugal), est un ingénieur centralien, chef d'entreprise portugais. Il a fait toute sa carrière chez le constructeur automobile Renault, avant de prendre la tête du Groupe PSA puis, après la fusion dans Fiat Chrysler Automobiles (FCA) et la création de Stellantis, il en devient en janvier 2021 l'administrateur délégué (directeur général). Poussé par le conseil d'administration, il démissionne le 1er décembre 2024.

## Situation personnelle

### Origines familiales
Carlos Tavares est né le 14 août 1958 à Lisbonne de deux parents de la classe moyenne portugaise : père comptable travaillant chez un assureur français, mère professeur de français.
Sa passion pour l'automobile vient à 14 ans quand il découvre la course automobile, lors d'une journée portes ouvertes du circuit d'Estoril, près de Lisbonne. Mais il sera ingénieur et non pilote de courses, car, comme il le dit lui-même :  il n’était « pas assez doué ni assez fortuné pour le devenir » .

### Formation
Après des études au lycée français Charles-Lepierre de Lisbonne où sa mère est professeur, il obtient son bac C , et quitte son pays natal pour la France à l'âge de 17 ans pour suivre une prépa en mathématiques au lycée Pierre-de-Fermat à Toulouse qui pourra le mener à une grande école d’ingénieurs.
Il est ensuite diplômé ingénieur de l'École centrale Paris en 1981.

### Vie privée
Il est marié et père de trois enfants.
Il est aussi connu pour être un proche de l'ancien Premier ministre du Portugal José Sócrates.
Depuis 2016, il possède un domaine viticole au Portugal dans la vallée du Douro, qu’il ne cesse depuis d’agrandir, et dans lequel il produit son propre vin de Porto sous la marque Porto Amalho. Il a également investi dans l’huile d’olive et l’hôtellerie dans son pays natal.

## Carrière professionnelle

### Renault et Nissan
Entré chez Renault dès 1981, à 23 ans, comme ingénieur d’essais à Aubevoye, il pilote la conception de la Mégane 2 (programme X84) et l'industrialisation de ses dérivés. Puis chef de projet pour la clio 1.
Envoyé chez Nissan en 2005 comme patron pour la zone Amériques où il siège au conseil d'administration, il est nommé en 2011 directeur général délégué aux opérations de Renault, soit le « numéro 2 » du groupe après Carlos Ghosn.
Sa méthode d'encadrement de ses collaborateurs est jugée sans états d'âme. Le 14 août 2013, jour de ses 55 ans, il déclare dans un entretien : « À un moment donné, vous avez l'énergie et l'appétit pour devenir no 1 [...] Mon expérience serait bonne pour n'importe quel constructeur ». Cela marque une rupture avec Carlos Ghosn, dont le mandat chez Renault-Nissan arrive à échéance en mai 2014. Quinze jours plus tard, le 29 août 2013, faute de perspective lui permettant de devenir numéro un de Renault-Nissan, il annonce son départ,,.

### Groupe PSA
Le 1er avril 2014, Carlos Tavares prend la direction opérationnelle de la branche automobile du Groupe PSA, alors que le groupe était au bord de la faillite. Il est chargé de la relance économique et stratégique du Groupe et a pour objectifs « une trésorerie bénéficiaire, 2 % de marge opérationnelle, et pas de dettes ». Il poursuit une politique de réduction de l'effectif et de mise sous tension du personnel en place.
En 2014, sous son impulsion, DS Automobiles est créée sous la forme d'une marque à part entière.
En 2015, l'assainissement est réalisé, dans un marché européen favorable, alors que la stratégie du groupe reste à matérialiser, notamment dans la recherche de nouveaux marchés.
Après s'être opposé sans succès à la Ville de Paris en 2015 dans sa limitation de la circulation des véhicules les plus polluants, Carlos Tavares conteste publiquement les objectifs jugés élevés de la Commission européenne en matière de réduction de la pollution atmosphérique.
Redressé, PSA rachète, en mars 2017, le constructeur Opel, structurellement déficitaire, au groupe américain General Motors et ramène rapidement la marque allemande aux bénéfices.
Tavares est également à l'origine de la fusion de PSA avec Fiat Chrysler Automobiles.

### Stellantis
Il devient le 16 janvier 2021 le premier directeur général du groupe automobile multinational Stellantis, issu de la fusion entre Fiat Chrysler Automobiles (FCA) et le PSA,,.
Le 19 janvier 2021, lors de la première conférence de presse du groupe, Carlos Tavares annonce qu'il souhaite réaliser 5 milliards d'euros de synergies, notamment en investissements, du partage de moteurs et de plateformes et de l'intensification de la recherche. Il annonce également vouloir relancer les marques les plus fragiles, qui pourront bénéficier de nouveaux investissements.
Fin septembre 2024, alors que le constructeur automobile voit son chiffre d'affaires diminuer de 14 %, son bénéfice net chuter de 48 % à 5,6 Md€, et que les deux marques vedettes du groupe perdent du terrain face à la concurrence chinoise, le conseil d'administration du groupe lance une procédure pour préparer sa succession alors même que son mandat court jusqu'en mars 2026. Une réduction forcenée des coûts a conduit à la survenue de problèmes techniques. Après le scandale des airbags défectueux, la branche française du groupe est confrontée à des problèmes de casse moteur (1.2 PureTech et 1.5 BlueHDi d'avant 2023), de buse de refroidissement défectueuses et de grippage de pompe AD Blue.
Le 1er décembre 2024, Stellantis annonce la démission « avec effet immédiat » de Tavares de son poste de CEO. Les actionnaires estiment qu'il a commis des faux pas en 2024. Tavares reconnaît avoir choisi à tort pour les États-Unis une politique de prix de vente élevés, préférant diminuer les ventes et garder une forte rentabilité. Cela n'a pas fonctionné, ses concurrents pratiquant eux des baisses de prix,.

### Autres activités
Entre 2016 et 2021, il est membre du conseil d'administration d'Airbus,.
Il est également membre du conseil d'administration de Faurecia entre 2014 et 2019 et membre du conseil d'administration de Total entre 2017 et 2020,.
Le 20 septembre 2021, le média Les Échos annonce que Carlos Tavares quitte Airbus pour concentrer les pouvoirs chez Stellantis.

## Synthèse des fonctions
- De 1981 à 2004 : différents postes au sein du groupe Renault
- De 2005 à 2011 : responsable de la zone Amériques chez Nissan
- De 2011 à 2013 : directeur général délégué aux opérations de Renault
- De 2014 à 2019 : membre du conseil d'administration de Faurecia
- De 2014 à 2021 : président du directoire du Groupe PSA
- De 2016 à 2021 : membre du conseil d'administration d'Airbus
- De 2017 à 2020 : membre du conseil d'administration de Total
- De 2021 au 1er décembre 2024 : CEO - directeur général de Stellantis

## Controverses

### Traits de caractère
Carlos Tavares cultive une personnalité de chef austère. Il se montre rigoureux (il se lèverait tous les jours à 5 heures pour faire de la musculation avant de commencer le travail à 8 heures), se range à une « discipline de fer », contrôle strictement son alimentation et son sommeil. Il n’a jamais été vu dans une soirée mondaine ni dans une salle de spectacle. Il est rigide dans son organisation (« je suis un maniaque de la gestion du temps »), n’hésitant pas à ferrailler avec les actionnaires quitte à se les mettre à dos, quand par exemple, ceux-ci s’opposent à ses rémunérations très élevées. Il estime que c’est le prix à payer pour obtenir des résultats. Il est qualifié par Pierre Moscovici de « samouraï, obsédé par le travail, exigeant, froid, rapide et d’une efficacité redoutable ». Il va jusqu'à qualifier ses méthodes de « pathologiques » : lorsqu'il s’agit de rentabilité, il dit en 2018 au Monde : « nous sommes devenus des psychopathes de la performance. »

### Diesel
En avril 2015, Carlos Tavares défend le moteur Diesel, en déclarant à l'antenne d'une station de radio : « Le diesel moderne est parfaitement propre ». Cette opinion exprime l'inverse des résultats scientifiques publiés, notamment ceux de l'INSERM.

### Électrification du parc automobile
Inquiet de l'alourdissement des voitures (400 à 500 kg à isoautonomie) et de la tension sur les matières premières nécessitées par la production des batteries, Carlos Tavares estime que « les décisions qui ont été prises par le parlement européen en octobre 2018 n'ont fait l'objet d'aucune étude d’impact »,.

### Pollution
En 2019, il fustige la « pensée unique » sur « ce qui est bien ou mal » en matière d’empreinte carbone, évoque le risque « de ne plus pouvoir passer ses vacances au-delà d’un rayon de cent kilomètres », et suggère que les objectifs climatiques de l’Union européenne vont porter atteinte à la « liberté de mouvement »,.

### Salaire et rémunérations
En mars 2016, l'annonce de son niveau de salaire, qui s'établit en 2015 à 5,24 millions d'euros, ainsi que du taux de progression de celui-ci, avec une multiplication par deux depuis son arrivée à la présidence du directoire de PSA, a engendré une vive polémique. L'État, qui est actionnaire de PSA à hauteur de 13,68 %, a contesté la nouvelle rémunération de Carlos Tavares. La CGT, quant à elle, a considéré cette rémunération comme « complètement indécente ».
En 2018, une prime d'un montant d'un million d'euros devrait lui être versée pour le rachat d'Opel.
En 2019, son salaire annuel, en hausse de 14 %, s'établit à 7,6 millions d’euros.
En 2022, Mediapart relate une information révélée par une société de gestion au nom de Phitrust, actionnaire minoritaire de Stellantis, quant à un salaire annuel qui atteindrait 66 millions d'euros pour l'année 2021. Pour Stellantis, Carlos Tavares devrait toucher, pour 2021, 19 millions d’euros : 2 millions d’euros de salaire fixe, 7,5 millions de bonus lié à la performance 2021, une prime de 1,7 million liée à la création de Stellantis, ainsi que des attributions d’actions gratuites fondées sur des objectifs à 2026 évaluées à 5,6 millions d’euros. Ce niveau de rémunération a soulevé une fois de plus des controverses, alors que le groupe Stellantis est détenu à hauteur de 6,15 % par l'État français à travers Bpifrance.
Il perçoit effectivement une rémunération de 66,7 millions d'euros pour l'année 2021. En 2022, Emmanuel Macron a jugé "« choquant et excessif » la hauteur « astronomique » de cette rétribution. Selon un rapport d'Oxfam France, 3h30 de travail du DG de Stellantis suffisaient cette année-là pour gagner le salaire annuel moyen de ses employés. Pour 2022, sa rémunération a été ramenée à 23,4 millions d’euros.
Le 15 février 2024, alors que le groupe Stellantis a fait un bénéfice record de 18,6 milliards d'euros, Carlos Tavares promet que près de 1,9 milliard d'euros seront redistribués aux employés, sous forme d'« un intéressement de 4 100 euros » par salarié. Cependant, sa propre rémunération pour 2023 fait à nouveau parler d'elle en repartant à la hausse : elle pourrait atteindre 36,5 millions (soit une augmentation de 56 % sur l'année 2023), en raison, selon un rapport financier du groupe (publié le 23 février 2024), d'une prime de 10 millions d'euros liée à la « transformation » du groupe créé en 2021. Cette somme inclut des éléments divers, comme des pensions de retraite qui seront touchées sur le long terme, ainsi que des bonus potentiels touchés seulement si les objectifs fixés pour 2025 sont atteints. En ce qui concerne 2023, Tavares touchera donc d'abord 23,5 millions d'euros, en grande partie sous forme d'actions (dont la valeur, pour ce groupe, a presque doublé depuis 2021). La CFDT à Sochaux note que « 36,5 millions d’euros divisés par 365 jours, cela donne une moyenne de 100 000 euros par jour. Tavares continue sur sa lancée. Il ne change pas son fusil d'épaule. C'est une politique mondiale du groupe, les salariés en France ne pèsent pas grand-chose » ; les syndicats jugent « scandaleux » ces émoluments qui font de ce dirigeant l'un des mieux payés du CAC 40. Stellantis indique dans son rapport qu'il faut plutôt comparer cette rémunération avec celle de patrons de multinationales comme Boeing aux États-Unis ou Volkswagen en Europe. Le constructeur tire en effet l'essentiel de ses profits du marché américain, bien que réalisant la majorité de ses ventes sur le Vieux Continent.
En avril 2025, quatre mois après son départ de la société pour cause de résultats décevants, 67% des actionnaires lui votent un « parachute doré » de 35 millions d'euros. Cette somme comprend une indemnité de départ de 2 millions et un bonus de 10 millions,. S'y ajoute son salaire pour l'année 2024, qui est de 23 millions, en baisse par rapport à 2023, où il avait touché 36,5 millions. Par comparaison, le salaire de John Elkann, président du conseil d'administration de Stellantis et dirigeant par intérim, est de 2,8 millions d'euros pour l'année 2024. Libération commente le salaire « stratosphérique » de Carlos Tavares en expliquant que, généralement, les multinationales estiment  qu'il faut rester « attractif » pour les « managers habitués à un train de vie multimillionnaire ».

## Pilote et amateur d'automobiles anciennes
Passionné d'automobile, il se porte déjà volontaire à 14 ans pour être commissaire de piste sur le circuit d'Estoril. Il est pilote de course amateur depuis l'âge de 22 ans.
En 1983, il se lance comme pilote dans les rallyes et les courses d'endurance avec ses amis Bruno Cébile, comme copilote, et Arnaud Montagné, comme assistant technique. Il a notamment participé au Rallye de Monte-Carlo et il possède sa propre écurie Clementeam Racing, par analogie au prénom de sa fille.
En 2014, associé à Jean-Louis Dauger, Denis Gibaud et Jérôme Maudet, Carlos Tavares remporte la classe A2 des 24 Heures de Barcelone à bord d'une Peugeot RCZ Cup exploitée par Milan Compétition.
Il collectionne les voitures anciennes et possède une Peugeot 504 V6 Coupé de 1979, une Alpine A110 de 1976 et une Porsche 912 de 1966.
Il est membre du jury au concours d'élégance automobile du Chantilly Arts & Elegance Richard Mille en 2017 et 2019,.

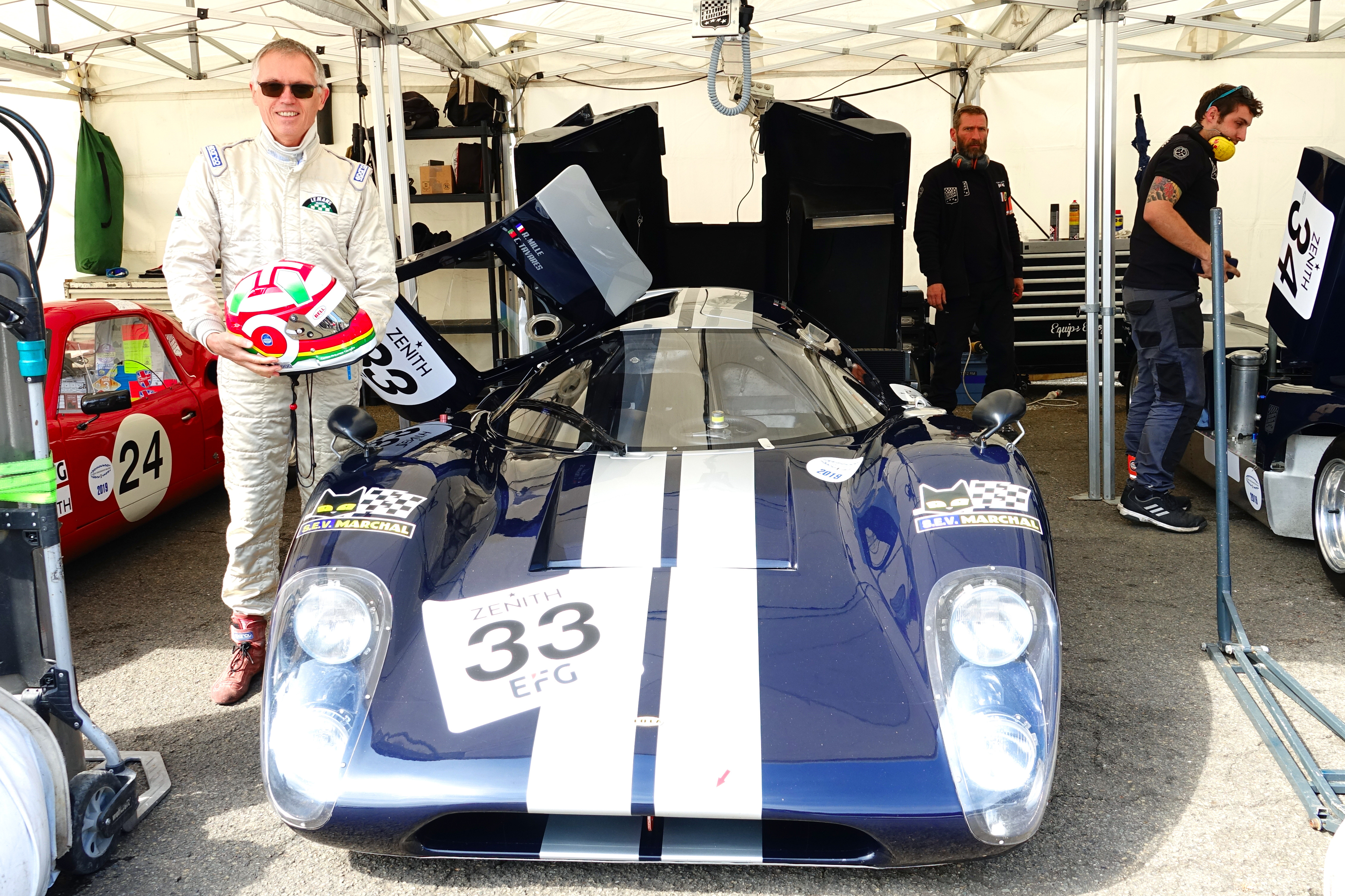
Carlos Tavares au Spa Classic 2019
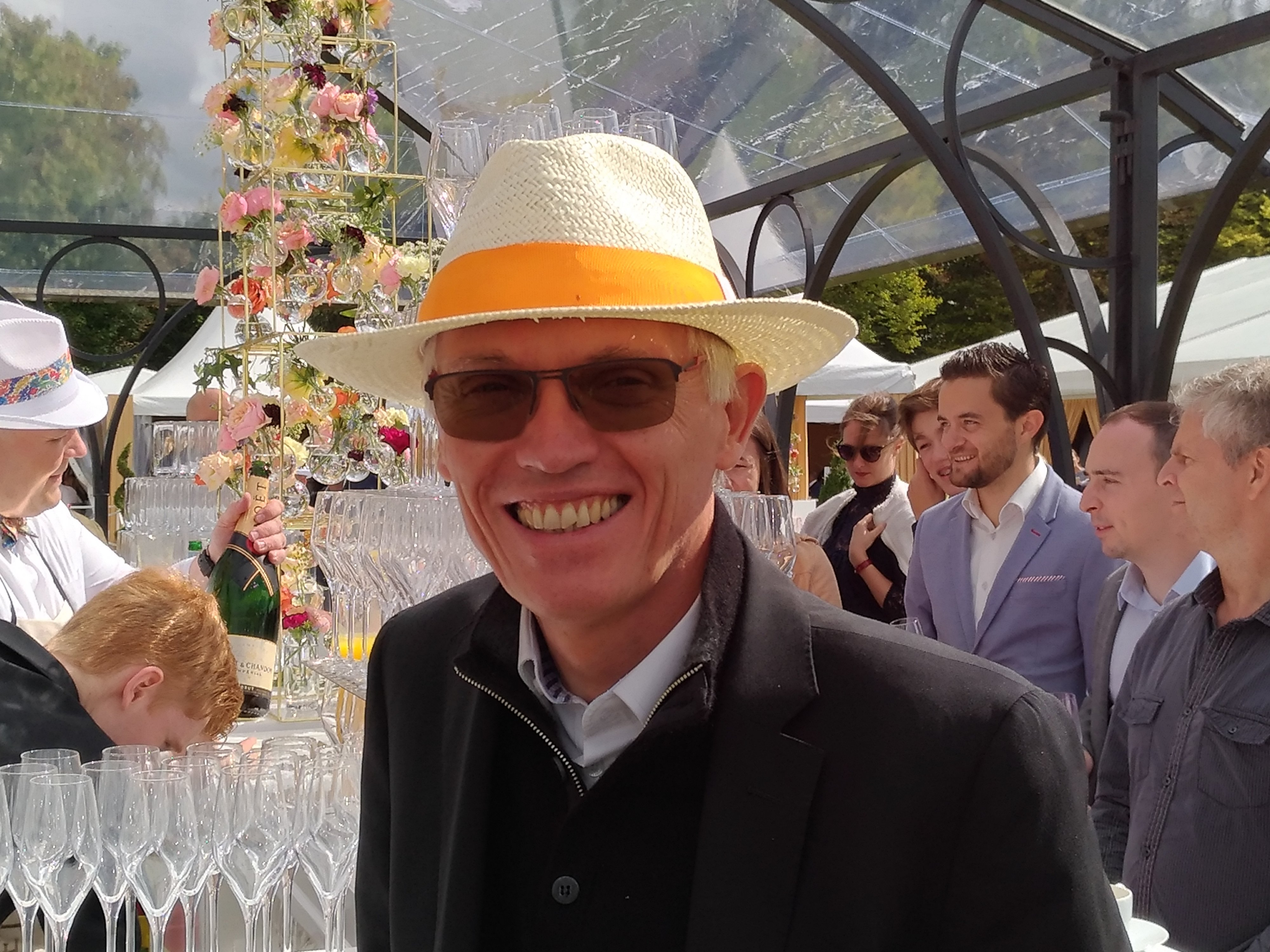
Carlos Tavares au Chantilly Arts & Elegance en 2017

## Récompenses
- Person of the year (Personne de l'année) au World Car 2020[71],[72].
- Manager de l'année aux BFM Awards 2019[73].